# Linia kolejowa Liberec – Rybniště / Seifhennersdorf
Linia kolejowa Liberec – Rybniště / Seifhennersdorf – jednotorowa, niezelektryfikowana linia kolejowa o znaczeniu regionalnym w Czechach, oraz częściowo w Polsce i Niemczech. Łączy Liberec ze stacją Rybniště i ze stacją Seifhennersdorf przez Żytawę. Przebiega przez terytorium czeskich krajów usteckiego i libereckiego, polskiego województwa dolnośląskiego i niemieckiego kraju związkowego Saksonia.